# リュティエンブルク市町村連合
リュティエンブルク市町村連合（ドイツ語: Lütjenburg）は、ドイツ北部のシュレースヴィヒ＝ホルシュタイン州のプレーン郡の市町村連合。
リュティエンブルク町に役所が有り、同町を取り囲んでいる。

## 下位行政区分
1. ギーカウ（英語版）
2. キルヒニュッヘル（英語版）
3. クランプ（英語版）
4. クレートカンプ（英語版）
5. シュヴァルトブック（英語版）
6. ダナウ（英語版）
7. トレンデル（英語版）
8. パンカー（英語版）
9. ブレケンドルフ（英語版）
10. ヘーグスドルフ（英語版）
11. ヘルムシュトルフ（英語版）
12. ベーレンスドルフ
13. ホーヴァハト（英語版）
14. ホーエンフェルデ（英語版）
15. リュティエンブルク（英語版）